# Bourgeauville
Bourgeauville ist eine französische Gemeinde mit 101 Einwohnern (Stand: 1. Januar 2022) im Département Calvados in der Region Normandie. Sie gehört zum Arrondissement Lisieux und zum Kanton Cabourg.
Nachbargemeinden sind Saint-Pierre-Azif im Nordwesten, Glanville im Norden und im Osten, Beaumont-en-Auge und Valsemé im Südosten, Annebault im Südwesten und Branville im Westen.

## Bevölkerungsentwicklung
| Jahr      | 1962 | 1968 | 1975 | 1982 | 1990 | 1999 | 2008 | 2015 |
| --------- | ---- | ---- | ---- | ---- | ---- | ---- | ---- | ---- |
| Einwohner | 135  | 147  | 113  | 123  | 144  | 150  | 139  | 110  |

## Sehenswürdigkeiten
- Kirche Saint-Martin, seit 1984 als Monument historique ausgewiesen

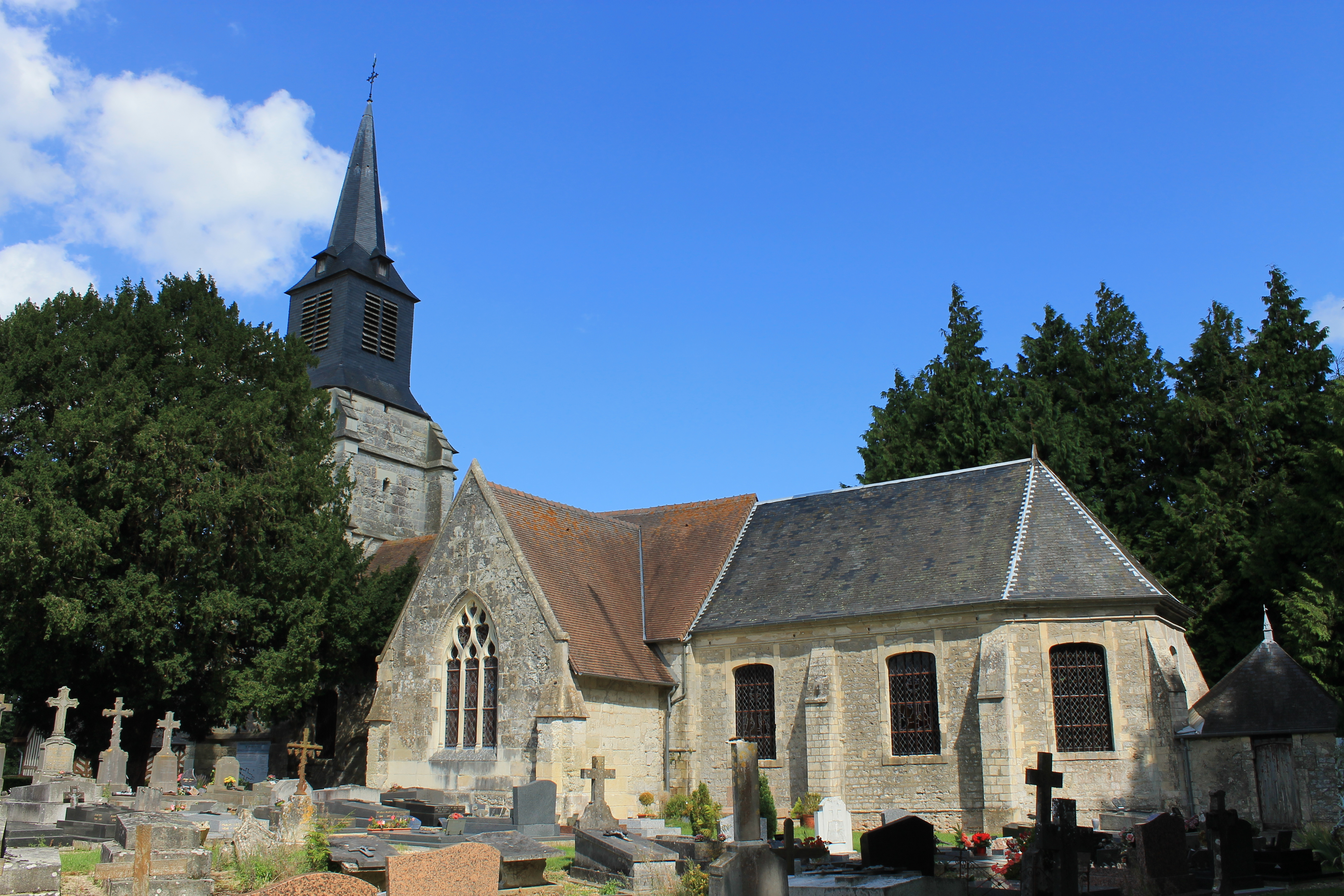
Kirche Saint-Martin